# Saint-Yrieix-le-Déjalat
Saint-Yrieix-le-Déjalat (en occitano Sent Iries lo Desjalat ) es una comuna francesa situada en el departamento de Corrèze, en la región de Nueva Aquitania.

## Demografía
| 509 | 512 | 461 | 448 | 423 | 392 | 405 | 342 |
| Para los censos de 1962 a 1999 la población legal corresponde a la población sin duplicidades (Fuente: INSEE [Consultar]) |     |     |     |     |     |     |     |